# Саклов-Баш
Саклов-Баш — село в Сармановском районе Татарстана. Административный центр Саклов-Башского сельского поселения.

## География
Находится в восточной части Татарстана на расстоянии приблизительно 22 км на северо-восток по прямой от районного центра села Сарманово.

## История
Основано не позднее середины XVIII века. До 1860-х годов жители учитывались как башкиры и тептяри. В начале XX века упоминалось о наличии мечети и мектеба.
По сведениям переписи 1897 года, в деревне Саклов-Баш Мензелинского уезда Уфимской губернии жили 1589 человек (798 мужчин и 791 женщина), все мусульмане.

## Население
Постоянных жителей было: в 1795—287, в 1859—538, в 1870—1128, в 1897—1589, в 1920—1795, в 1926—1267, в 1938—960, в 1949—629, в 1958—462, в 1970—615, в 1979—570, в 1989—546, 573 в 2002 году (татары 99 %), 528 в 2010.